# (3294) Carlvesely
(3294) Carlvesely es un asteroide que forma parte del cinturón de asteroides y fue descubierto por Ingrid van Houten-Groeneveld, Cornelis Johannes van Houten y Tom Gehrels el 24 de septiembre de 1960 desde el observatorio del Monte Palomar, Estados Unidos.

## Designación y nombre
Carlvesely fue designado inicialmente como 6563 P-L.
Posteriormente, en 1986, se nombró en honor del astrónomo estadounidense Carl Vesely.

## Características orbitales
Carlvesely orbita a una distancia media del Sol de 2,697 ua, pudiendo acercarse hasta 2,504 ua y alejarse hasta 2,89 ua. Su inclinación orbital es 6,971 grados y la excentricidad 0,07155. Emplea en completar una órbita alrededor del Sol 1618 días.

## Características físicas
La magnitud absoluta de Carlvesely es 12,8.